# Шуранкуль (озеро)
Шуранкуль  — озеро в Красноармейском районе Челябинской области. Площадь поверхности озера — 0,8 км², площадь его водосборного бассейна — 12,3 км².

## География
Озеро находится близ одноимённой деревни на высоте 160,2 метра над уровнем моря между лесом, болотом Чёртово, озёрами Травное, Страшное и Лебяжье. Относится к бассейну реки Басказык.
Расстояние до Челябинска составляет 75 км, до Екатеринбурга — 265 км.

## Описание
Озеро круглое, небольших размеров, мелководное, прозрачность составляет 0,5 м, местными жителями считается, что из-за высокой минерализации воды озеро обладает лечебными свойствами и укрепляет здоровье. В местной медицине используют как целебное и противоядие при лечении различных заболеваний.
Код водного объекта — 14010500711111200007947.

## Этимология
Географ и топонимист Челябинской области Н. И. Шувалов объяснил гидроним:
Шуранкуль, озеро, деревня, Красноармейский район. По именованию обитавшей здесь семейно-родственной группы шуран из башкирского племени табынцев. В основе — древнее башкирское мужское имя Шуран
Таким образом, гидроним происходит от слов шуран + озеро (куль — в переводе с тюркского — озеро.).